# Умбахабуа
Умбахабуа — царь Элама, правил приблизительно в 647 году до н. э. Упоминается в анналах Ашшурбанапала как узурпатор, один из двух главных противников царя Хумбан-Халташа III. После бегства Хумбан-Халташа III в горы на короткое время захватил власть в Эламе. Умбахабуа обосновался в городе Бапилу, но при приближении ассирийского войска бежал «в недра вод отдаленных», вероятно, на острова Персидского залива.